# Clasa 50 (BR)
BR Clasa 50 este o locomotivă diesel-electrică britanică, proiectată pentru tractarea trenurilor express la viteze de 160 km/h (100 MPH). Construite de către English Electric la fabrica Vulcan Foundry între octombrie 1967 și noiembrie 1968, acestea erau într-un contract de leasing pe 10 ani între British Rail și English Electric, fiind inițial folosite pe West Coast Main Line (Linia Principală a Coastei de Vest) pe secțiunea neelectrificată între Crewe și Glasgow, fiind numerotate de la D400 la D449. Odată cu completarea electrificării liniei WCML pe 6 mai 1974, aceste locomotive au fost cumpărate de către BR, și în noul sistem de clasificare au devenit actuala Clasă 50, fiind mutate în regiunea sudvestică a BR-ului, pentru a înlocui ultimele locomotive diesel-hidraulice din Clasa 52 ale BR-ului. Odată cu apariția trenurilor InterCity 125 (High Speed Train), aceste locomotive au fost folosite între Londra (gările Paddington și Waterloo) și Exeter, Hereford și Worcester. Între 1987 și 1994, flota locomotivelor din Clasa 50 a fost retrasă din circulație încetul cu încetul, fiind înlocuită cu automotoare din a doua generație ale BR-ului. 
În total 18 locomotive au fost păstrate drept locomotive istorice, iar în 2018, acestea și-au aniversat jubileul de aur, sărbătorind, astfel, 50 de ani de existență a acestei clase de locomotive. Conform tradiției căilor ferate din Marea Britanie, aceste locomotive au fost denumite, în acest caz, după nave de război ale Marinei Regale Britanice. Acestea au fost poreclite "Hoovers" (Aspiratoare) datorită sunetului grupelor de ventilație folosite la rezistorii frânei reostatice.

## Origini
La începutul aniilor 1960, Comisia de Transporturi Britanică (British Transport Comission, BTC) a invitat mai mulți producători pentru a dezvolta o locomotivă de Tipul 4, cu o putere minimă de 2500 CP. English Electric și-a bazat prototipul pe locomotivele Deltic, care erau livrate BR-ului în 1961/1962. Față de locomotivele Deltic, prototipul, ulterior cunoscut ca DP2, avea doar un singur motor 16CSVT, dezvoltat din motorul 16SVT al locomotivelor din Clasa 40. Prototipul DP2 a fost livrat în 1962, având o viteză maximă de 100 MPH (160 km/h) și o greutate de doar 105 tone.
Chiar și așa, BTC a refuzat locomotiva oferită de English Electric, chiar în faza construcției, deoarece capabilitățile motorulul 16CSVT erau nedovedite, mai ales în ceea ce privea fiabilitatea și abilitatea de a livra puterea necesară. Prototipul ulterior a fost închirat de BR între 1962 și 1967, fiind ulterior dotat cu echipamente electronice. Eventual BR a dorit standardizarea flotei cu locomotive de Clasa 47.
Odată cu formularea Planului Național de Tracțiune pe anul 1965, a fost identificată o nevoie de alte 50 de locomotive de Tipul 4. Tot în 1965, flota de locomotive de Clasa 47 suferea de probleme cu crăparea blocului motor din cauza puterii prea mari, ducând la reducerea puterii la 2580 CP. Prototipul DP2 s-a dovedit de a fi de succes, ducând la negocieri între consiliul British Railways și English Electric pentru livrarea unei flote de 50 de locomotive pentru regiunea de est. English Electric dorea ca locomotiva să fie identică cu DP2, dar British Railways Board a produs o cabină standard pentru acest tip de locomotive, cu un bot plat și o cutie pentru panoul de identificare a trenului deasupra postului de conducere. Pe lângă asta existau și cerințe specifice în ceea ce privea aranjamentul din sala mașinilor și a altor echipamente. English Electric a produs variante alternative ale cabinei (inclusiv una cu geamuri curbate) dar eventual a folosit cabina standard prevăzută de British Railways Board.
Locomotivele au fost produse între octombrie 1967 și decembrie 1968 la Vulcan Foundry în Newton-le-Willows, Lancashire. Locomotivele nu au fost livrate BR-ului din start, acestea au fost închiriate în urma unui contract de leasing de 10 ani, unde English Electric era responsabilă de mentenanța locomotivelor și valabilitatea lor. Locomotiva D417 a primit motorul locomotivei DP2, care a fost avariată în urma accidentului feroviar de la Thirsk în iulie 1967, prototipul fiind ulterior casat după ce piesele de schimb au fost reciclate. După 1968, odată cu retragerea locomotivelor cu aburi, prefixul D a fost abandonat, locomotivele fiind numerotate de la 400 la 449 între 1969 și 1974, fiind ultimele locomotive care au primit clasificarea TOPS. 
În aceiași perioadă, English Electric a livrat căilor ferate din Portugalia (Comboios de Portugal) 10 locomotive, proiectate după locomotivele din Clasa 50. Acestea, clasificate drept Seria 1800, foloseau același motor 16CSVT, dar erau dotate cu echipamente de control standard, regăsite în locomotivele de Tipul 3 produse de către English Electric. Acestea aveau mai mult în comun cu locomotivele din Seria 1400 (care și ele erau bazate pe locomotivele din Clasa 20 a BR) pentru a reduce costurile de întreținere. Fiind primele locomotive de trenuri express din Portugalia, acestea au păstrat acest statut pănă la venirea locomotivelor din Seria 1960 (livrate de Bombardier-MLW) în 1979, fiind retrase în 2001. 

## Primii ani
Clasa de locomotive a fost inițial alocată pentru a lucra pe Linia Principală a Coastei de Vest (West Coast Main Line, WCML), circulând la nord de Crewe spre Preston, Lancaster, Carlisle, Glasgow, Edinburgh, uneori ajungând până și la Perth și Aberdeen. Începând cu orarul introdus în mai 1970, acestea circulau în dublă tracțiune, ceea ce a permis la reducerea timpului de călătorie (inclusiv parcurgerea drumului între Londra și Glasgow in doar 6 ore cu trenul Royal Scot). Electrificarea liniei WCML între Crewe și Preston pe 23 iulie 1973 a dus la mutarea locomotivelor la Preston, ceea ce a redus valabilitatea lor, circulând din nou în formație simplă cu doar o locomotivă, ducând la întârzieri frecvente. Doar doi membri ai clasei au avut dotarea cu control multiplu din fabrică, dar în timpul reparațiilor minore, English Electric a dotat întreaga flotă de locomotive cu control multiplu, permițând circularea în dublă tracțiune.
În 1974, odată cu completarea electrificării liniei WCML spre Glasgow, locomotivele au fost transferate in Regiunea de Vest a BR-ului, fiind alocate la depourile Bristol Bath Road și Londra Old Oak, circulând cu trenuri între gara Paddington și Oxford, Bristol, Birmingham, Plymouth, Penzance. Sosirea locomotivelor a permis retragerea din circulație a locomotivelor ”Western” (Clasa 52), care a fost finalizată în 1977. Locomotivele din Clasa 50 au fost din nou înlocuite, de data aceasta cu trenurile InterCity 125, fiind din nou transferate pe alte trenuri, inclusiv pe cele dintre gara Londra Waterloo și Salisbury, Exeter, Plymouth. 
Începând cu 1978, British Rail a reluat tradiția de a-și denumi locomotivele, denumind membrii clasei după nave de război. Astfel, 50035 a devenit prima locomotivă care a fost denumită după o navă de război, purtând numele portavionului Ark Royal, la ceremonie, participând și echipajul navei. Celelalte locomotive au fost denumite în următorii ani.
La finalul aniilor 1970, flota de locomotive deja începuse să fie problematică pentru BR, in mare parte din cauza echipamentelor de control electronice care erau foarte complexe, dar și din cauza aranjamentului grupelor de ventilație. Astfel, începând cu 1979, BR a început renovarea flotei la atelierele din Doncaster.

### Galerie

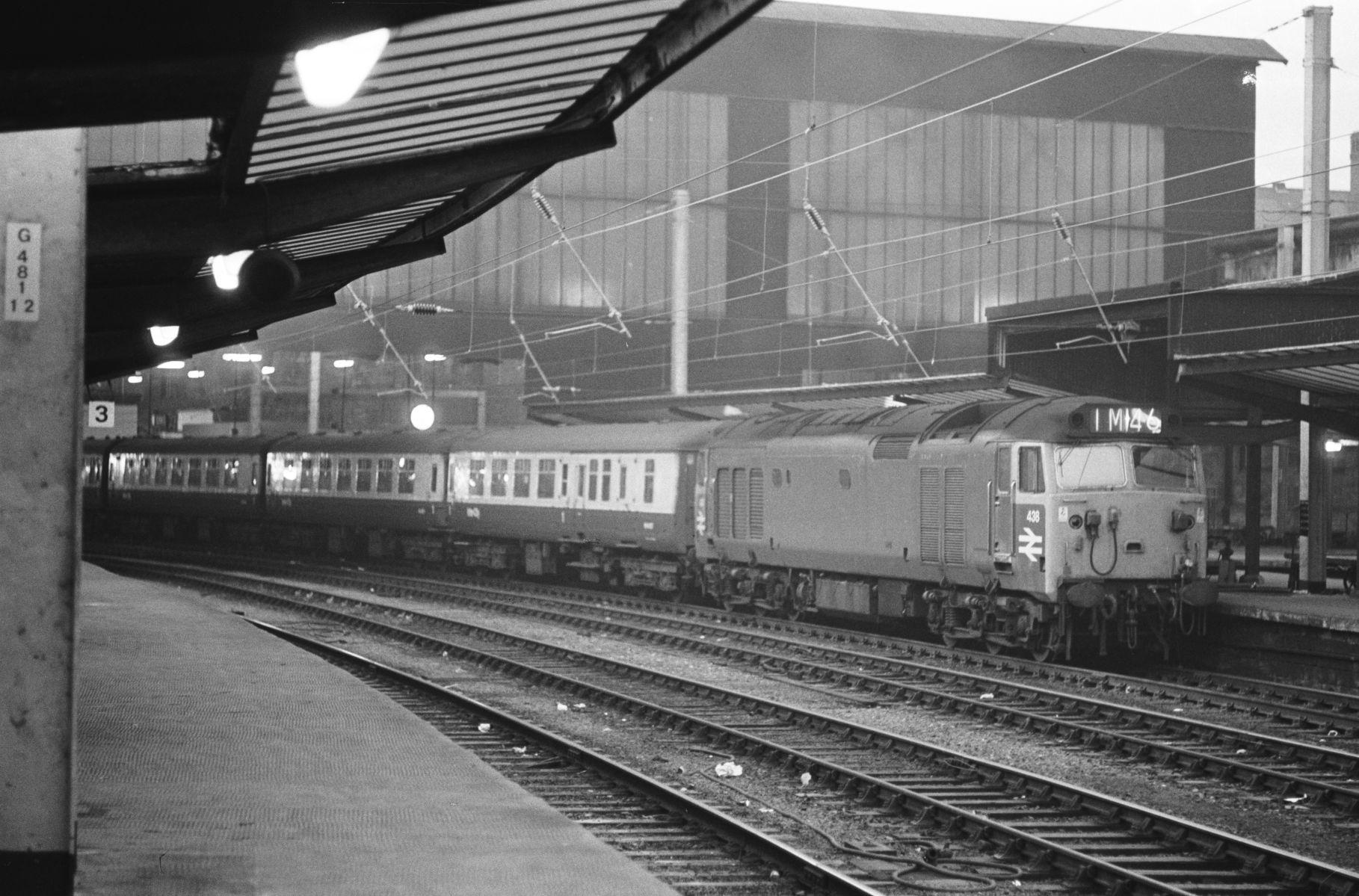
BR 50010 în gara Carlisle, octombrie 1973, cu panoul de destinație al trenului încă funcțional
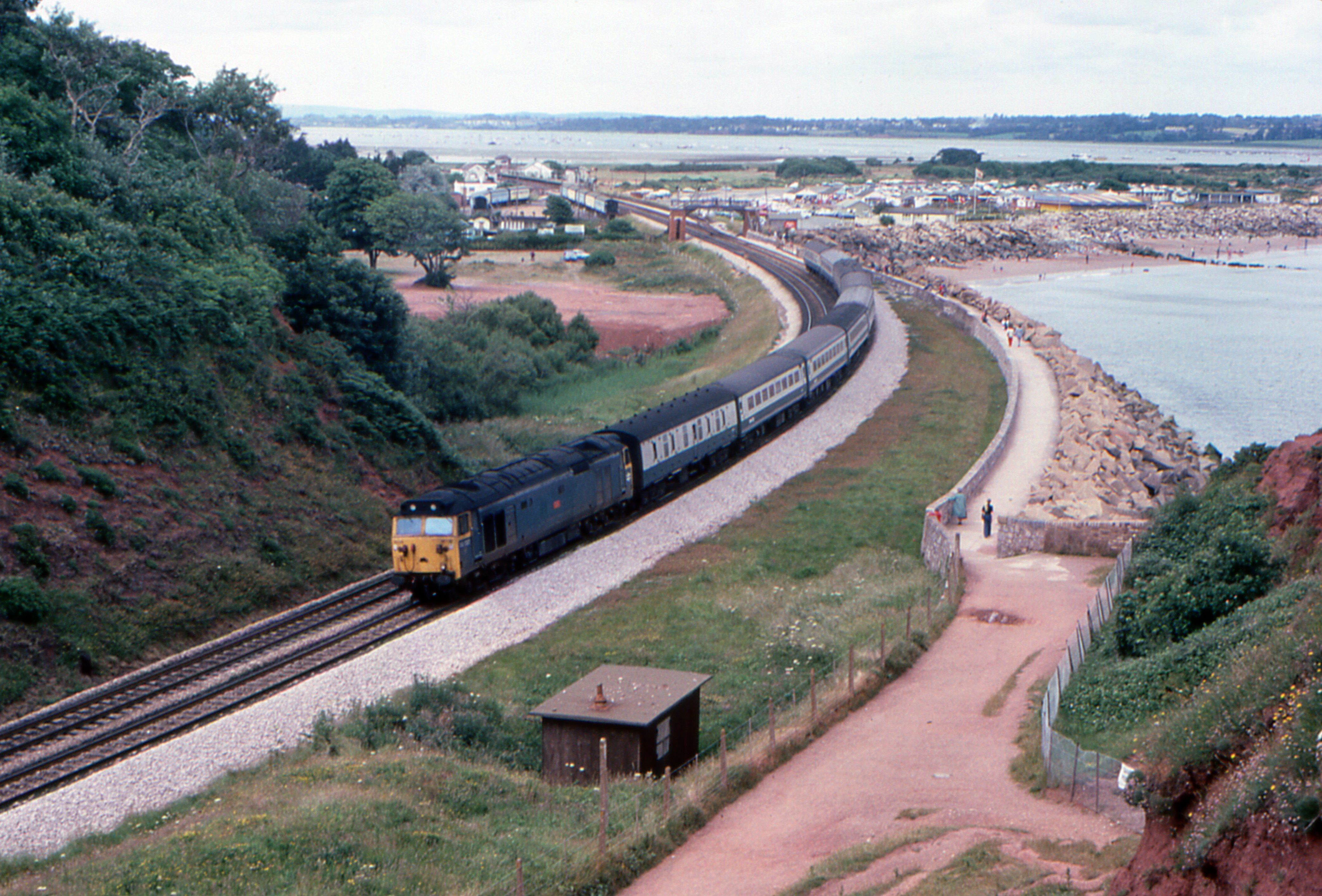
BR 50027 între Dawlish și Teignmouth cu un tren de călători, iulie 1978
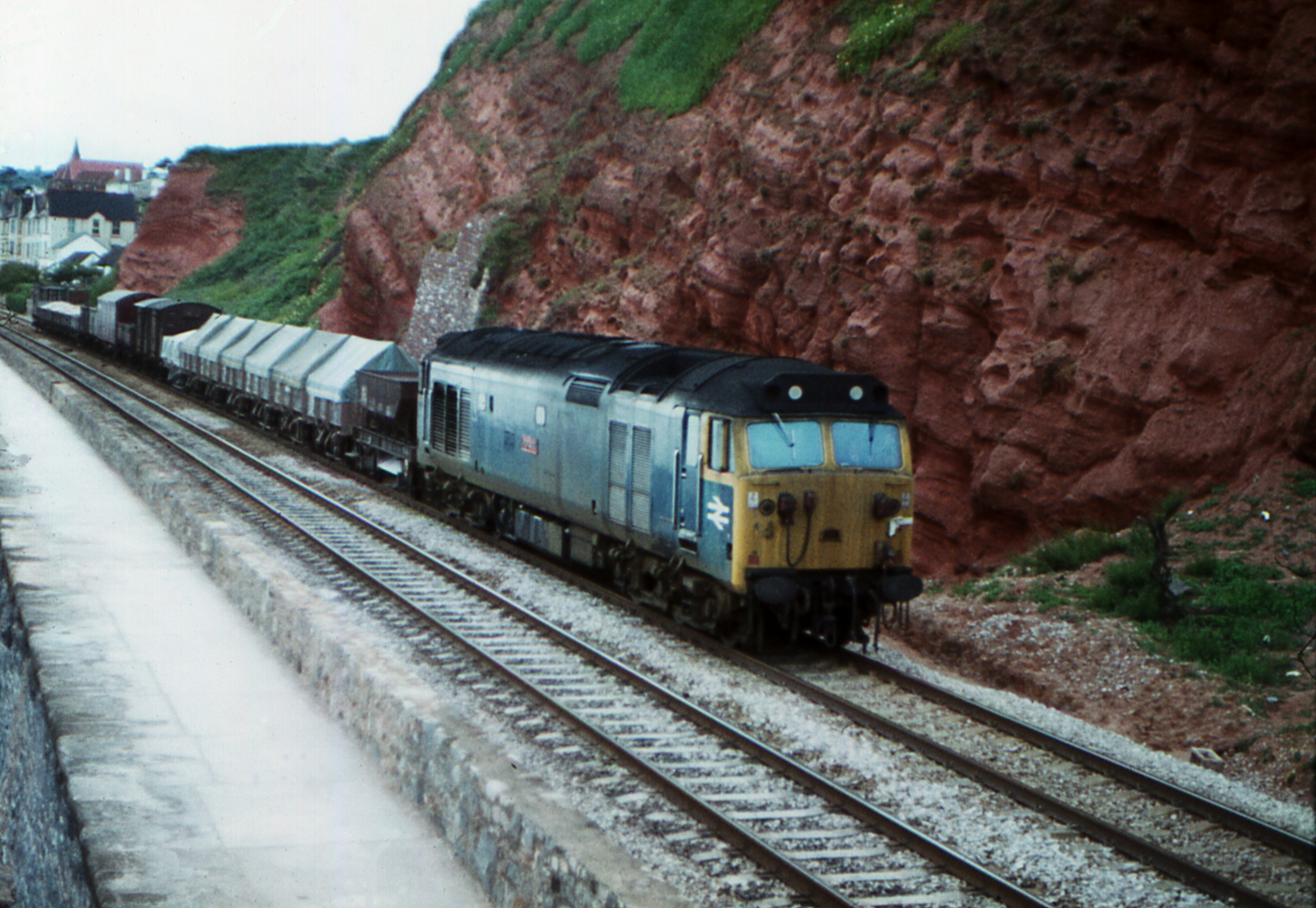
O locomotivă din Clasa 50 cu un marfar mixt în apropiere de Dawlish, iulie 1978
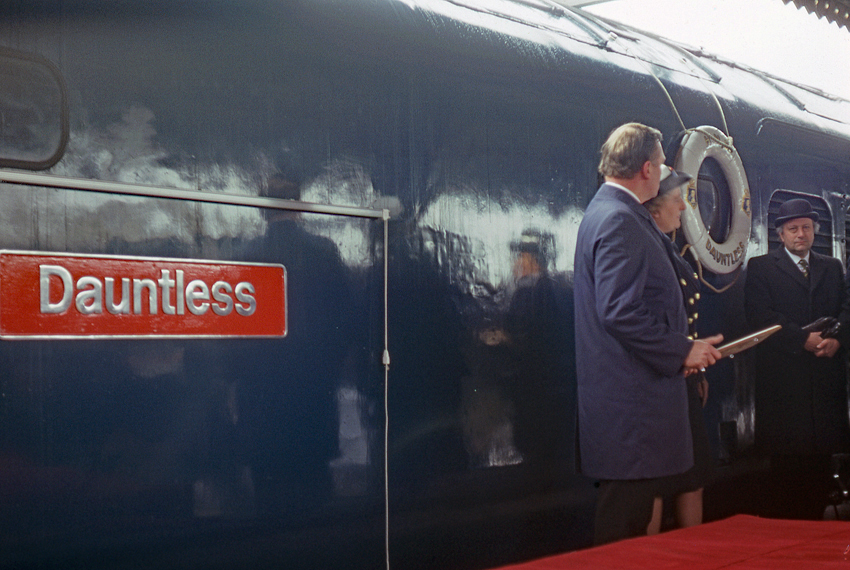
Ceremonia de denumire a locomotivei BR 50048 Dauntless, 1978

## Renovarea
Pentru a rezolva problemele de fiabilitate care au afectat reputația Clasei 50 la finalul aniilor 1970, BR a contractat uzina BREL Doncaster (BREL fiind divizia de inginerie a BR-ului) pentru repararea locomotivelor între 1979 și 1984. Printre modificări, a avut loc simplificarea echipamentelor electronice, ducând la demontarea unor echipamente inutile, precum controlul la viteze reduse și frânarea reostatică. De asemenea, sistemul de ventilație a fost regândit, deoarece sistemul inițial prevenea intrearea aerului proaspăt în sala mașinilor și ieșirea aerului murdar în afara locomotivei. Problema era parțial cauzată de umiditatea aerului din Marea Britanie: praful și alte particule rămâneau blocate in filtrele de aer, ulterior ducând la un nivel de umiditate ridicat, afectând presiunea din interiorul locomotivelor, ceea ce prevenea aerul filtrat să iasă din locomotivă prin mijloacele intenționate și a dus la defectarea frecventă a generatoarelor locomotivei. Modificarea a dus la eliminarea zgomotului caracteristic de aspirator, dar porecla locomotivelor a rămas. Chiar dacă sistemul de circulare a aerului s-a dovedit a fi de succes în alte țări, umiditatea aerului Britanic nu a fost considerată în faza de proiectare a locomotivei.
În exterior, singura modificare majoră a fost adăugarea unui far central în fața locomotivei, suplimentând astfel farurile montate pe acoperiș (amplasate pe fostul panou de identificare a trenului). Primele șase locomotive și-au păstrat schema de vopsire tipică a BRului în albastru cu fața locomotivei și geamurile cabinelor în galben. Începând cu locomotiva 50023 Howe, locomotivele au fost introduse în circulație cu o nouă schemă de vopsire (pe atunci experimentală), cu întreaga secțiune a cabinelor în galben și cu logoul și numerele de parc lărgite. Această schemă de vopsire ulterior a fost aplicată asupra întregii flote, devenind cea mai recunoscută schemă de vopsire standard aplicată pentru locomotivele din Clasa 50. Ultimul membru care a ieșit din programul de renovare a fost 50014 Warspite, reintrând în circulație la începutul anului 1984.
După renovări, flota a fost concentrată asupra a două depouri: Old Oak în Londra și Laira în Plymouth. Acestea și-au continuat viața, lucrând cu trenuri originând din gările Paddington și Waterloo din Londra. Pe 23 noiembrie 1983, un tren de noapte tractat de 50041 Bulwark a deraiat în apropierea gării Paddington din cauza vitezei excesive; 3 dintre cei 70 de călători au fost răniți.
În 1984, pentru a aniversa cei 150 de ani de la înființarea companiei Great Western Railway, locomotiva 50007 Hercules a fost revopsită și redenumită după Sir Edward Elgar, un compozitor Britanic; 4 alte locomotive din Clasa 47 și un automotor din Clasa 117 au primit un tratament similar, automotorul fiind vopsit într-o schemă de vopsire maronie (ciocolată) și bej. O altă locomotivă cunoscută a fost 50019 Ramillies care a fost vopsită într-o variantă a schemei de vopsire albastră a BR-ului de către depoul Laira.
În 1986, odată cu sectorizarea BR-ului, locomotivele au devenit parte a sectorului Network SouthEast (NSE), care a început să-și revopsească locomotivele în schema de vopsire care a devenit poreclită ”pasta de dinți”, deoarece folosea albastru, alb, roșu și gri, în prima variantă. Schema de vopsire a fost revizuită în 1988, fiind modificată culoarea de la geamurile de la cabină (din alb în albastru). De asemenea, dungile au fost îndreptate, astfel încât ele nu mai mergeau sus spre geamurile laterale ale cabinei.
La finalul aniilor 1980, locomotivele se regăseau în trenurile express pe ruta din Vestul Angliei, dar și asupra trenurilor express care circulau între Oxford și Londra. În 1987, primele locomotive au fost retrase, cu 50011 Centurion fiind retrasă la începutul anului, urmate de 50006 Neptune și 50014 Warspite. Plăcuțele cu numele locomotivei 50011 au fost transferate asupra locomotivei 50040 Leviathan. Alte 5 locomotive au fost retrase în 1988.
Tot în 1987, BR a considerat relegarea locomotivelor, pentru a le utiliza asupra trenurilor de marfă. Astel, 50049 Defiance a fost renumerotată în 50149, fiind dotată cu osii reparate și reciclate din locomotive casate din Clasa 37, cu raportul transmisiei schimbat și revopsită în schema de vopsire gri cu 2 tonalități a Railfreight, cu sectorul de identificare general. Între 1987 și 1989, aceasta a fost folosită pentru transporul trenurilor încărcate cu caolinit din Cornwall, dar eventual expermentul nu a fost un succes resunător, fiind transformată din nou în locomotivă de călători în 1989. A existat și o parte ironică la acest experiment: echipamentul de antipatinare electronic, dotat din fabrică și considerat ca ”piesa de rezistență” a clasei, a fost dezactivat, ducând la eșecul experimentului. 
Pe 6 august 1989, 50025 Invincible a deraiat la West Ealing în timp ce tracta trenul de 21:15 dintre Oxford și Paddington. Accidentul a fost cauzat de o șină amplasată asupra căii ferate de un grup de vandali. Accidentul s-a soldat fără victime, față de un accident anterior în aceiași zonă pe 19 decembrie 1973, implicând o locomotivă din Clasa 52, accident care s-a soldat cu 10 morți și 94 de răniți.
La începutul anilor 1990, flota de locomotive a fost alocată exclusiv liniei din Vestul Angliei (originând din gara Waterloo), deoarece locomotivele au fost înlocuite de cele din Clasa 47 transferate de la Railfreight în urma colapsului serviciului de marfă Speedlink în 1991 pe ruta Oxford-Paddington. Problemele de fiabilitate au apărut din nou, iar NSE nu putea utiliza flota de locomotive asupra trenurilor locale care necesitau oprirea și pornirea la multe stații; nici utilizarea lor asupra linilor simple nu putea fi considerată, deoarece o defectare putea să cauzeze haos asupra întregii linii. Astfel, NSE a decis să retragă întreaga flotă, fiind înlocuite temporar de locomotive din Clasa 47/7, care ele însăși urmau să fie înlocuite de automotoare din a doua generație (Clasele 165/166 pentru ruta Oxford-Paddington și Clasa 159 pentru rutele din Vestul Angliei).
La începutul anului 1992, doar 8 locomotive au rămas în circulație, unele dintre ele fiind revopsite pentru a comemora retragerea din circulație: 50050 și-a recăpătat schema de vopsire originală și numerele originale (D400), 50008 a primit schema de vopsire Laira, aplicată inițial asupra locomotivei 50019, iar 50015 Valiant a fost revopsită în schema de vopsire ”Olandeză” a BR-ului (gri cu galben, denumită din cauza asemănării cu schema de vopsire a locomotivelor Neederlandse Spoorwegen). Dintre cele 8 locomotive, 3 au rămas în circulație până în 1994, încheindu-și cariera de 26 de ani la BR. Ultimele 3 locomotive erau 50033, 50050 (care la momentul retragerii era vopsită în schema de vopsire Large Logo) și 50007 (ce a primit părți de schimb de la 50046, și a fost revopsită în schema de vopsire verde GWR, care se deteriorarse).
| An   | Numărul de locomotive în circulație la începutul anului | Numărul de locomotive retrase | Numerele de parc                                                | Observații                                                                          |
| ---- | ------------------------------------------------------- | ----------------------------- | --------------------------------------------------------------- | ----------------------------------------------------------------------------------- |
| 1987 | 50                                                      | 3                             | 006/011/014                                                     |                                                                                     |
| 1988 | 47                                                      | 5                             | 010/013/022/038/047                                             |                                                                                     |
| 1989 | 42                                                      | 3                             | 039/025/012                                                     |                                                                                     |
| 1990 | 39                                                      | 13                            | 016/035/040/005/026 045/023/032/042/021 041/019/004/020/034     |                                                                                     |
| 1991 | 26                                                      | 18                            | 024/028/043/031/002 017/037/009/044/036/003 048/049/001/018/027 | 007 nu e inclusă pe listă deoarece a fost reintrodusă în circulație în anul următor |
| 1992 | 8                                                       | 5                             | 008/015/030/029/046                                             |                                                                                     |
| 1993 | 3                                                       | 0                             | N/A                                                             |                                                                                     |
| 1994 | 2                                                       | 2                             | 007/033/050                                                     |                                                                                     |

### Galerie

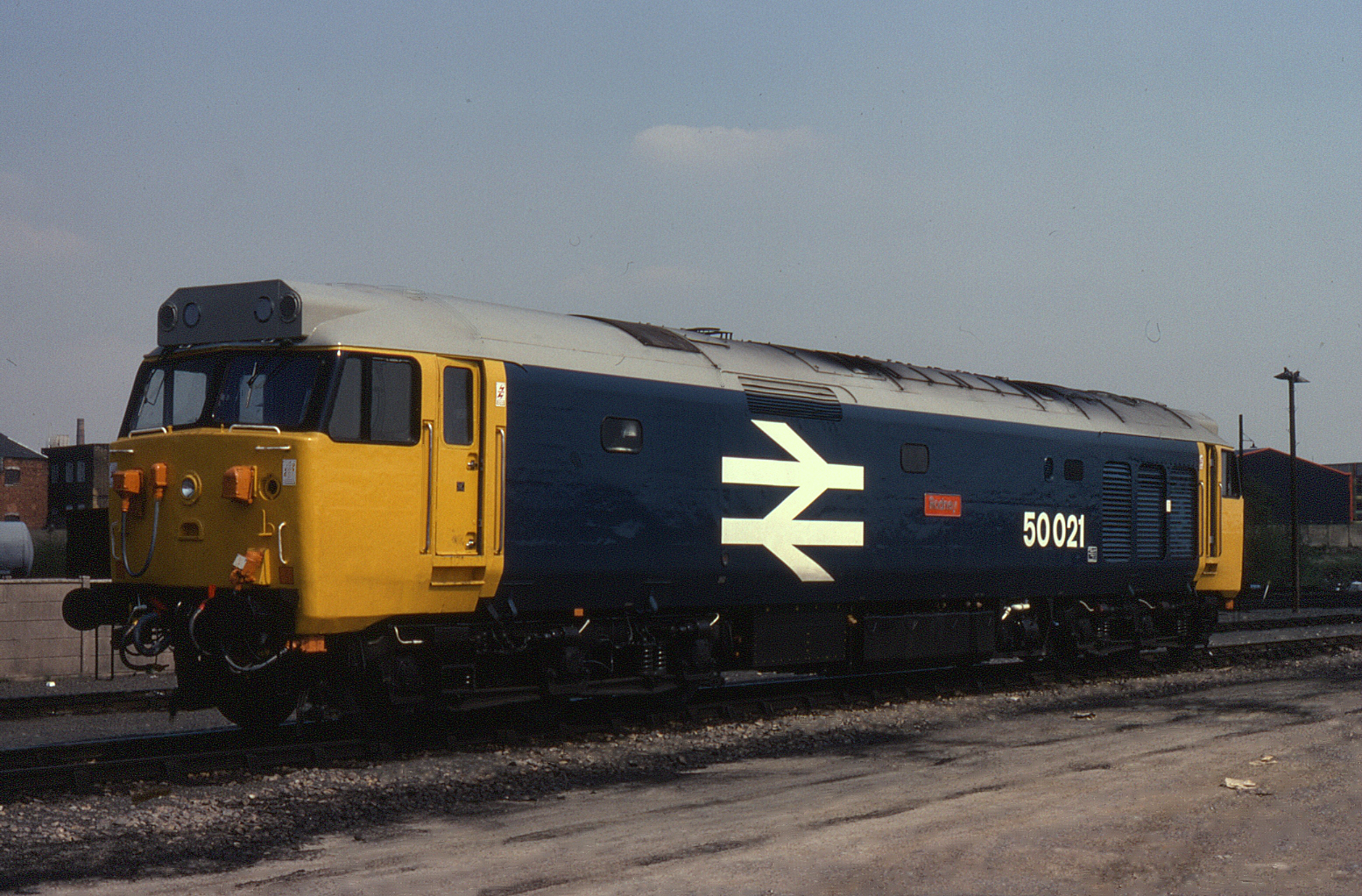
BR 50021 după renovare la depoul Old Oak, 15 aprilie 1982
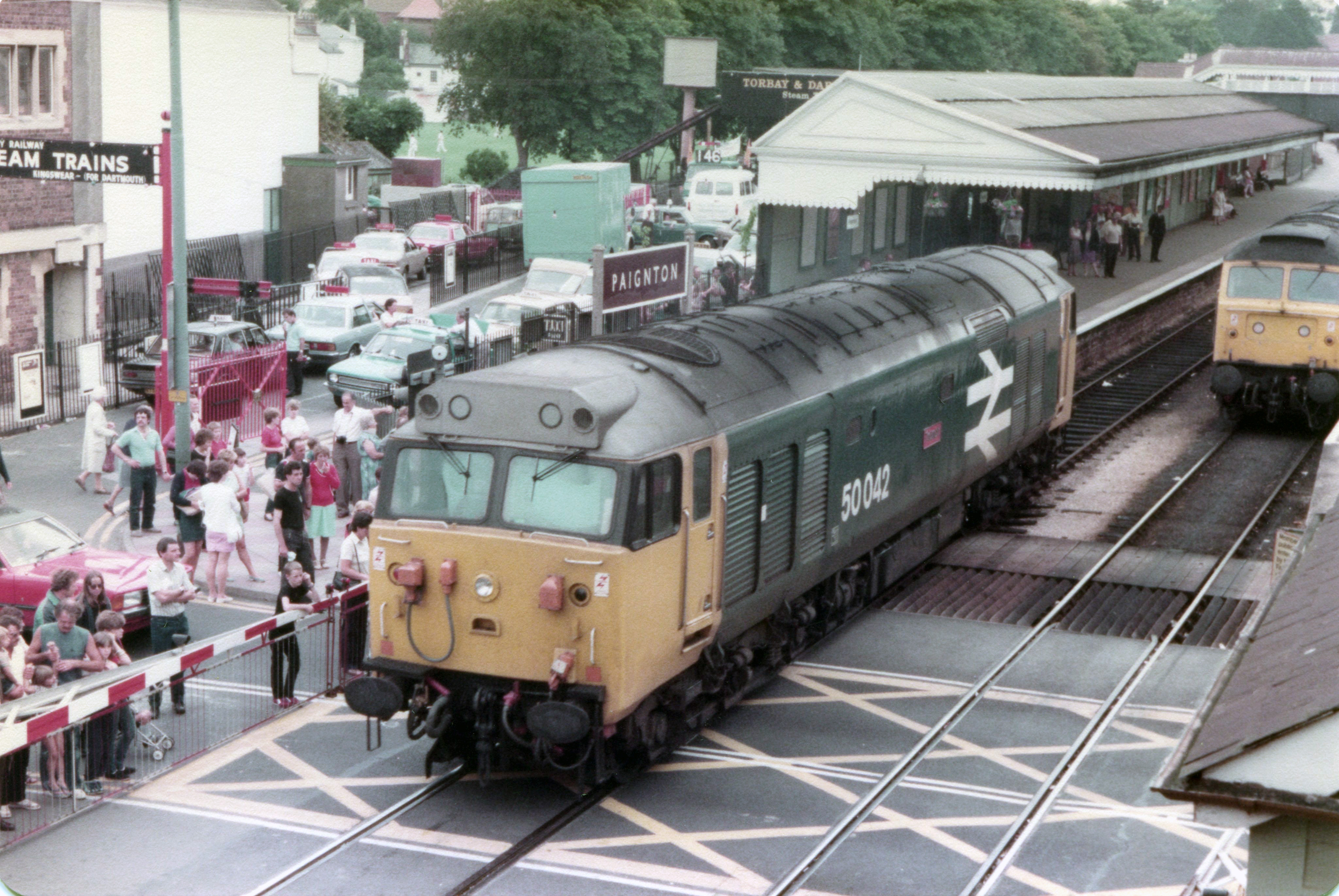
BR 50042 la Paignton, august 1982
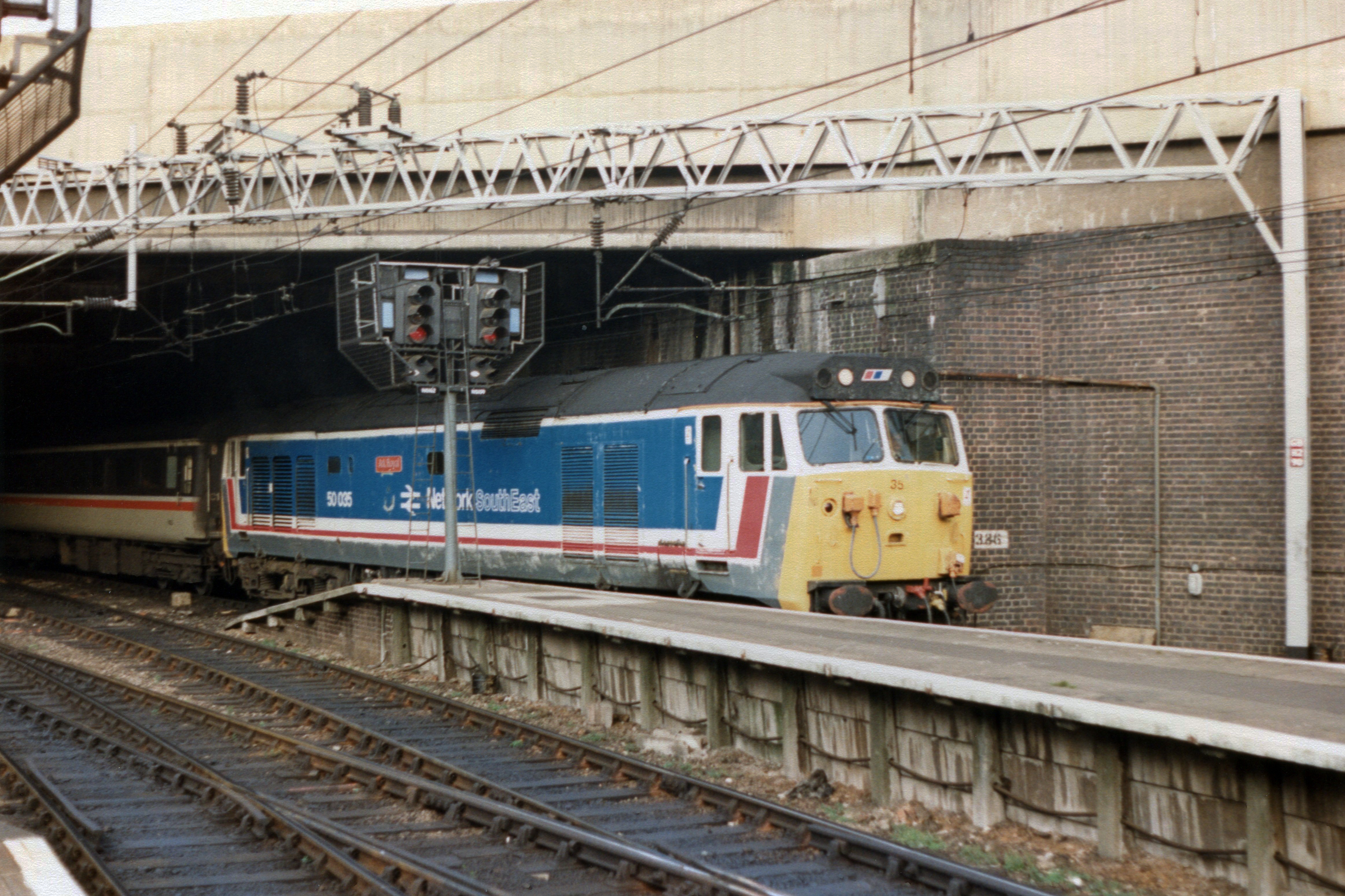
BR 50035 la Birmingham New Street la finalul aniilor 1980, cu schema de vopsire inițială a NSE
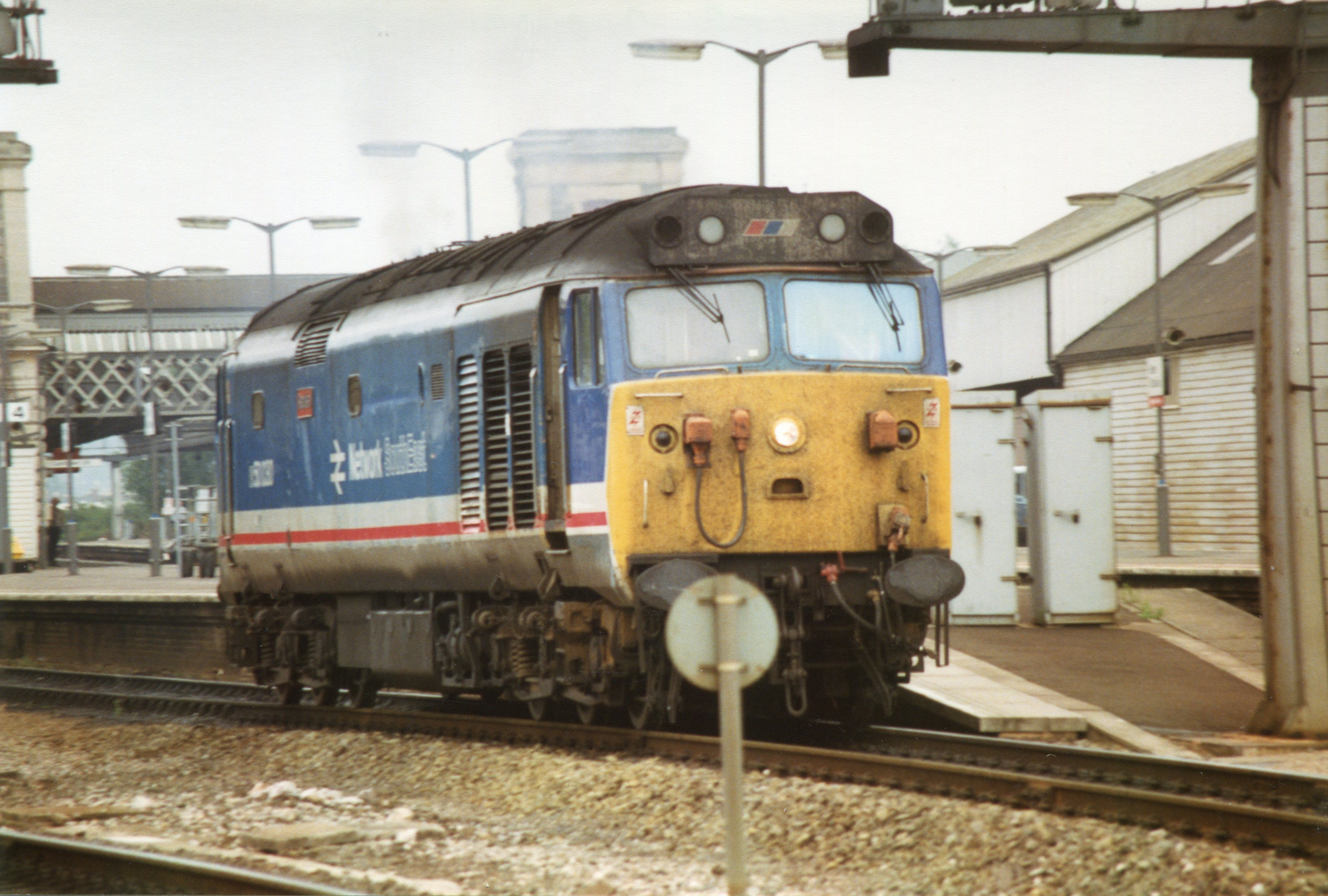
BR 50030 la Exeter St Davids la începutul aniilor 1990, cu schema de vopsire revizuită a NSE

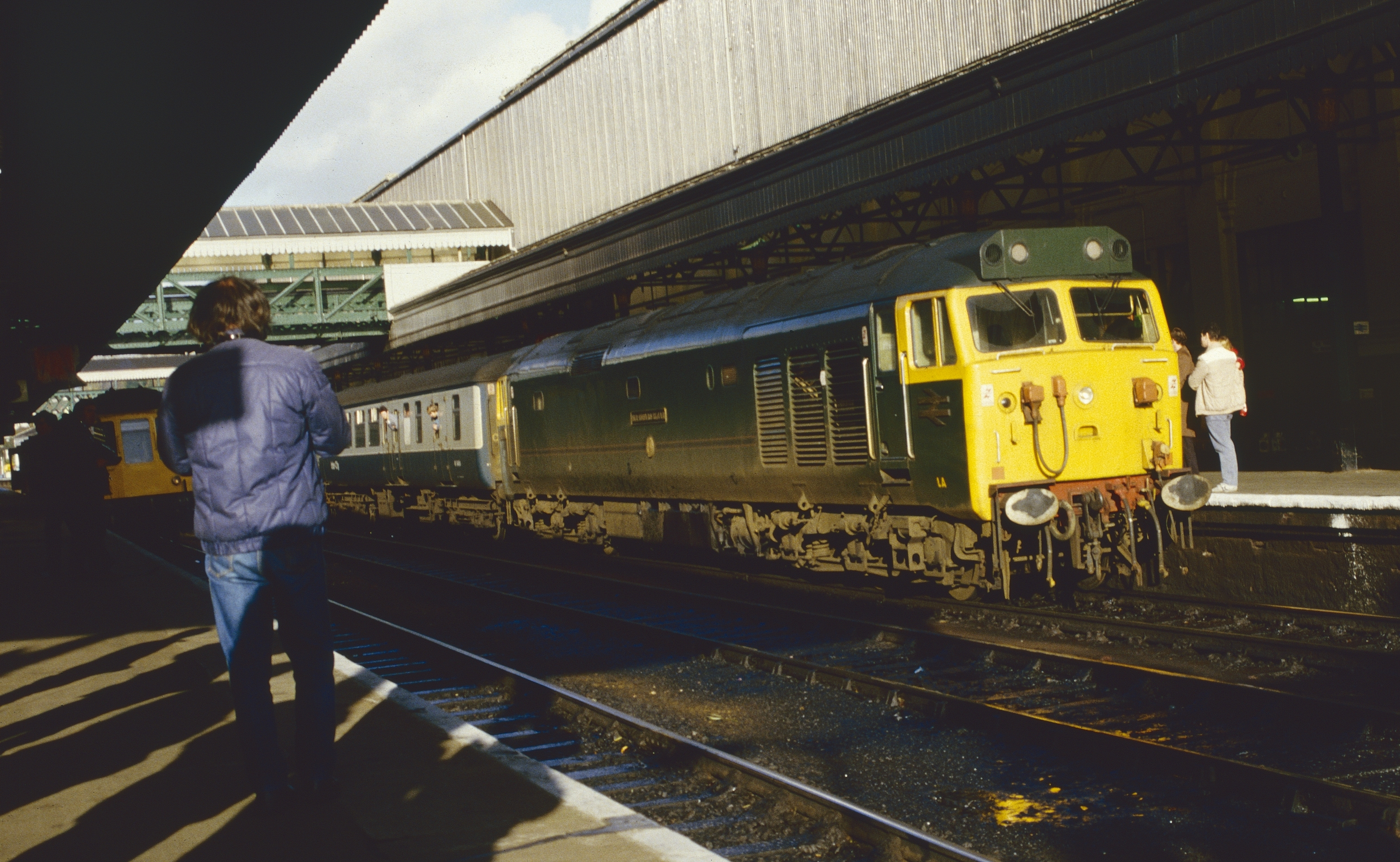
BR 50007 în schema de vopsire verde GWR la Exeter St Davids, 24 noiembrie 1984
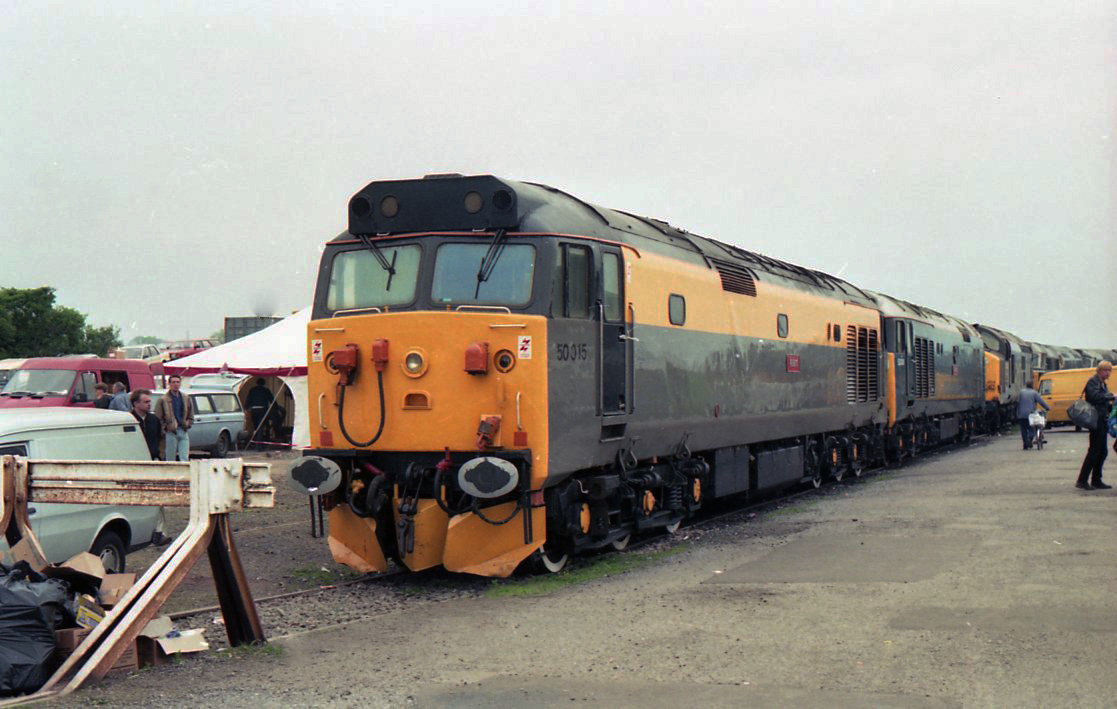
BR 50015 în schema de vopsire ”Olandeză” la începutul aniilor 1990

## Conservarea
Locomotivele din Clasa 50 au devenit populare printre pasionații feroviari din Marea Britanie (și nu numai): în ciuda problemelor, flota de locomotive a avut mare succes de la începutul carierei sale pe linia WCML între Crewe și Glasgow, până la final, unde și-au încheiat cariera tractând trenuri între Londra Waterloo și Exeter, Sailsbury, Woking. În 2020, 18 locomotive sunt conservate, câteva dintre ele fiind certificate pentru a circula pe liniile principale.
Primul proces (ambițios) de a restaura anumiți membri ai clasei a fost numit ”Operațiunea Collingwood”, o caritate de inginerie înființată la începutul aniilor 1990: scopul era antrenarea unor grupuri de ucenici tineri pentru a repara mai multe locomotive (001/023/029/030/040/045). Intenția era de ale restaura cu ajutorul baniilor primiți de la sponsori individuali, pentru a construi un centru de inginerie și pentru a restaura locomotivele cu componente reparate (sau noi dacă cele originale erau prea degradate). Ambițiile au eșuat când proiectul și-a pierdut oameni importanți și nu au fost găsite fonduri, organizația a fost eventual desființată în 2002. 001/023/040/045 au fost casate deoarece numai cutia locomotivei a mai rămas, iar ultimele piese de schimb au fost demontate pentru a fi reutilizate asupra altor locomotive. Un individ anonim a încercat restaurarea locomotivei 50023, dar și acest proiect a fost abandonat și locomotiva a fost și ea casată. 50040 a fost un candidat bun pentru restaurare dar după ce a stat zeci de zile ruginind, a fost tăiată la Sims Metals pe 2 iunie 2008. 50029 și 50030, fiind într-o condiție mai bună, au fost vândute căii ferate istorice Peak Rail, și așteaptă să fie restaurate.

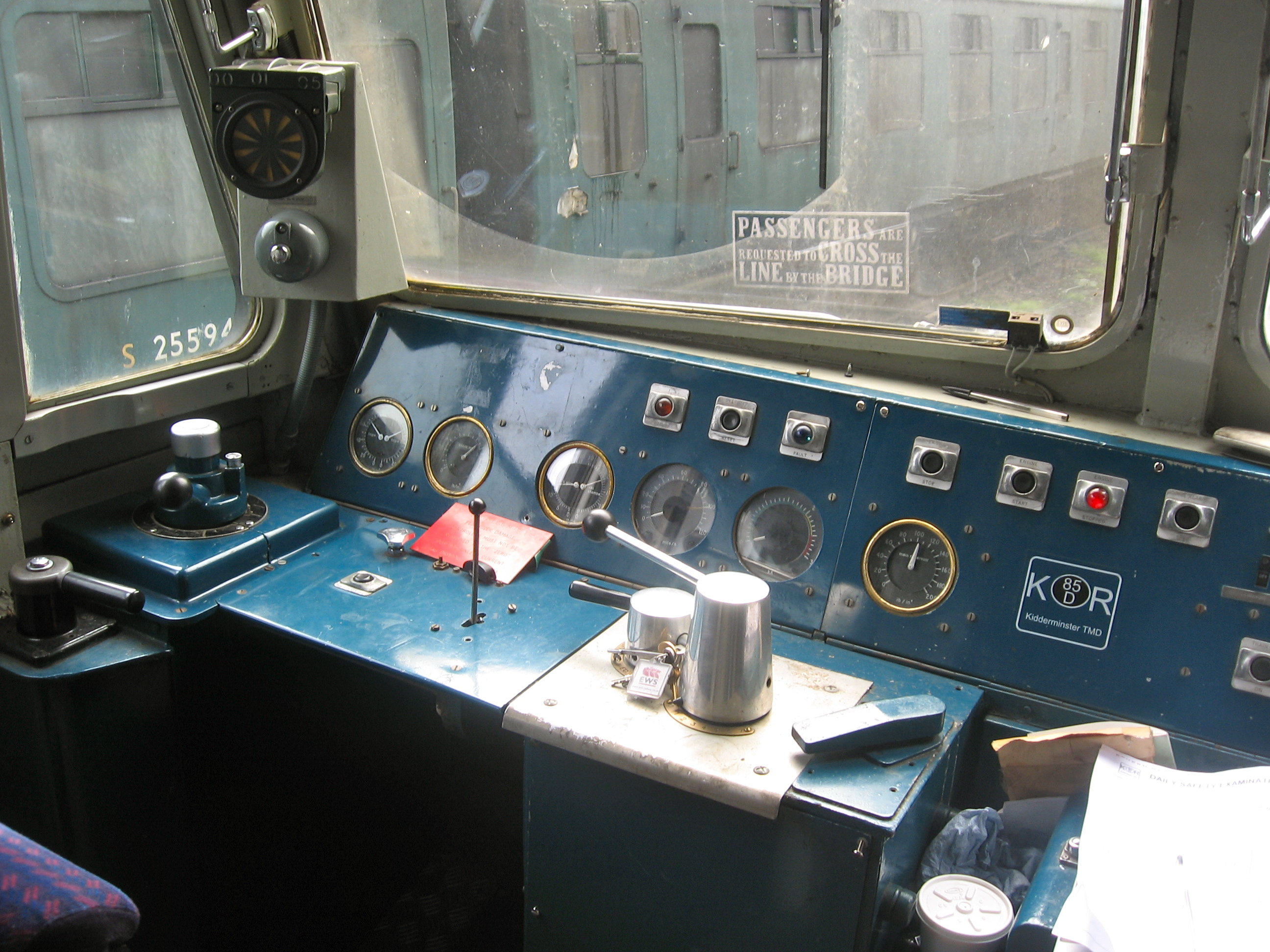
Cabina locomotivei BR 50135

50043 a fost achiziționată în condiție aproape funcțională, dar motorul a fost demontat pentru a ajuta la restaurarea locomotivei 40118 (care aparține Clasei 40), deoarece ambele clase au un motor similar. Eventual locomotiva a servit ca un donator de piese electrice și mecanice pentru ceilalți membri ai Clasei 50. Deși un alt individ anonim a încercat restaurarea locomotivei 50043 (care era din punct de vedere cosmetic, într-o stare bună), locomotiva eventual a trebuit casată din cauza costurilor ridicate.
50017 a fost revopsită într-o schemă de vopsire maronie, inspirată după cea a vagoanelor LMS, pentru a fi utilizată pe trenul ”Northern Belle” între Bath și Manchester. După încheierea contractului, locomotiva a fost amplasată la Uzina Tyseley, înainte de a fi vândută unui individ anonim. Locomotiva a fost restaurată la Plym Valley Railway, care a vândut-o operatorului Boden Railway Engineering. Începând cu februarie 2019, locomotiva aparție căii ferate istorice Great Central Railway, fără să fie dotată, însă, cu echipamentele necesare circulației pe liniile principale.
50033 inițial a trebuit să aparțină Muzeului Național Feroviar (National Railway Museum) din York, dar în 2003 locomotiva a fost vândută din cauza inabilități de a o întreține. Inițial fiind închirată căii ferate istorice North Yorkshire Moors Railway, aceasta a fost transferată la Muzeul Feroviar din Swindon. La scurt timp după însă, locomotiva a fost amplasată la Uzina Tyseley, fiind propusă să fie relocată la calea ferată istorică Royal Docks din North Woolwich, Londra. Schema Crossrail a oprit această idee, iar locomotiva a rămas în curtea uzinei. În mai 2018, locomotiva a fost mutată la Severn Valley Railway, trecând printr-un proces de restaurare rapid care a fost finalizat la sfârșitul anului. 
În 2005, locomotivele 50031 și 50049 au fost închiriate de către Arriva Trains Wales pentru a fi folosite alături de mai multe vagoane BR Mk2 în componența unor trenuri speciale (pentru a deservi evenimente la Stadionul Millenium din Cardiff) sau în componența trenului „Fishguard Flyer” (Cardiff-Fishguard). Garniturile erau alcătuite de una dintre cele două locomotive, alături de 4 vagoane Mk2, ducând la rezultate excelente. După o lună, contractul de închierere a expirat, iar în timp ce 50031 tracta vagoane goale, această locomotivă s-a defectat.
În octombrie 2018, clasa de locomotive și-a celebrat ”jubileul de aur” la calea ferată istorică Severn Valley Railway. 11 din cele 18 exemplare conservate au fost prezente, printre care 007, 008, 015, 026, 031, 033, 035, 044, 049 și 050, fiind cea mai mare gală a unei clase de locomotive din istoria conservării materialului rulant istoric. 50026 nu era funcțională, dar în centrul atenției s-a aflat 50033, care a tractat primele trenuri de călători din 2004, iar participanții la eveniment au putut desena pe locomotivă (care nu purta o schemă de vopsire), contra-cost, pentru a permite revopsirea locomotivei. La final, £3,800 au fost strânși, ceea ce a permis revopsirea locomotivei.
Începând cu martie 2019, GB Railfreight și Class 50 Alliance au ajuns la un acord, unde locomotivele 50007 și 50049 au fost revopsite în schema de vopsire GBRf, fiind închiriate operatorului feroviar, pentru a tracta trenuri charter.

### Lista locomotivelor conservate
| Număr (număr actual îngroșat) | Număr (număr actual îngroșat) | Număr (număr actual îngroșat) | Nume        | Schemă de vopsire                        | Locație actuală             | Observații |
| ----------------------------- | ----------------------------- | ----------------------------- | ----------- | ---------------------------------------- | --------------------------- | --- |
| D400                          | 50050                         | -                             | Fearless    | Albastru BR                              | Depoul Nottingham Eastcroft | Deținută de Boden Rail Engineering Ltd. Prima locomotivă construită. Funcțională și certificată pentru a circula pe liniile principale.                                                                                     |
| D402                          | 50002                         | -                             | Superb      | Albastru BR                              | South Devon Railway         | În proces de restaurare, va arăta ca o locomotivă nerenovată. |
| D407                          | 50007                         | -                             | Hercules    | Portocaliu și Albastru (GBRf)            | Severn Valley Railway       | Funcțională și certificată pentru a circula pe liniile principale. Închirată pe loc de GB Railfreight. Poartă numărul și numele locomotivei 50014 Warspite începând cu 2019. A purtat schema de vopsire verde GWR anterior. |
| D408                          | 50008                         | -                             | Thunderer   | Albastru Laira                           | Washwood Heath (Hanson)     | A intrat în conservare în 2006. Revopsită de către ELR în 2009-2010. Funcțională și certificată pentru a circula pe liniile principale începând cu 2017.                                                                    |
| D415                          | 50015                         | -                             | Valiant     | Albastru BR (Large Logo)                 | East Lancashire Railway     | Singura locomotivă a clasei care a fost vopsită în schema de vopsire ”Olandeză”. Conservată de Bury Valiant Group, funcțională. Apare în jocul Microsoft Train Simulator.                                                   |
| D417                          | 50017                         | 50117                         | Royal Oak   | Network SouthEast (Original)             | Great Central Railway.      | Funcțională, anterior certificată pentru a circula pe liniile principale. Anterior a purtat o schemă de vopsire inspirată după cea a vagoanelor LMS.                                                                        |
| D419                          | 50019                         | -                             | Ramillies   | Albastru BR (Large Logo)                 | Mid-Norfolk Railway         | În reparații capitale. |
| D421                          | 50021                         | -                             | Rodney      | Albastru BR (Large Logo)                 | Eastleigh                   | În proces de restaurare, deținută de Paul Spracklen. |
| D426                          | 50026                         | -                             | Indomitable | Network SouthEast (Revizuită)            | Eastleigh                   | În reparații capitale. Dotată cu OTMR, TPWS, GSM-R pentru circulația pe liniile principale. Motorul se află în ultimele faze ale reparării (în anul 2019).                                                                  |
| D427                          | 50027                         | -                             | Lion        | Network SouthEast (Revizuită)            | Mid Hants Railway           | Funcțională. |
| D429                          | 50029                         | -                             | Renown      | Albastru BR (Large Logo, acoperiș negru) | Peak Rail                   | Așteaptă restaurări. |
| D430                          | 50030                         | -                             | Repulse     | Albastru BR (Large Logo)                 | Peak Rail                   | În reparații capitale. |
| D431                          | 50031                         | -                             | Hood        | Intercity Executive                      | Severn Valley Railway       | Funcțională, poartă o schemă de vopsire prototpică (neaplicată) a sectorului InterCity. |
| D433                          | 50033                         | -                             | Glorious    | Albastru BR (Large Logo)                 | Severn Valley Railway       | Anterior localizată la Muzeul Feroviar Swindon și la Uzina de Locomotive Tyseley. Funcțională. |
| D435                          | 50035                         | 50135                         | Ark Royal   | Albastru BR                              | Severn Valley Railway       | Funcțională. Anterior a purtat o schemă de vopsire prototipică (neaplicată) a defunctului operator LoadHaul. |
| D442                          | 50042                         | -                             | Triumph     | Albastru BR (Large Logo, acoperiș negru) | Bodmin & Wenford Railway    | Funcțională. |
| D444                          | 50044                         | -                             | Exeter      | Albastru BR                              | Severn Valley Railway       | Funcțională și certificată pentru a circula pe liniile principale. Anterior a purtat o schemă prototipică (neaplicată) de vopsire verde cu 2 tonalități a BRului din anii 1960.                                             |
| D449                          | 50049                         | 50149                         | Defiance    | Portocaliu și Albastru (GBRf)            | Severn Valley Railway       | Funcțională și certificată pentru a circula pe liniile principale. Închirată pe loc de GB Railfreight. |

### Galerie

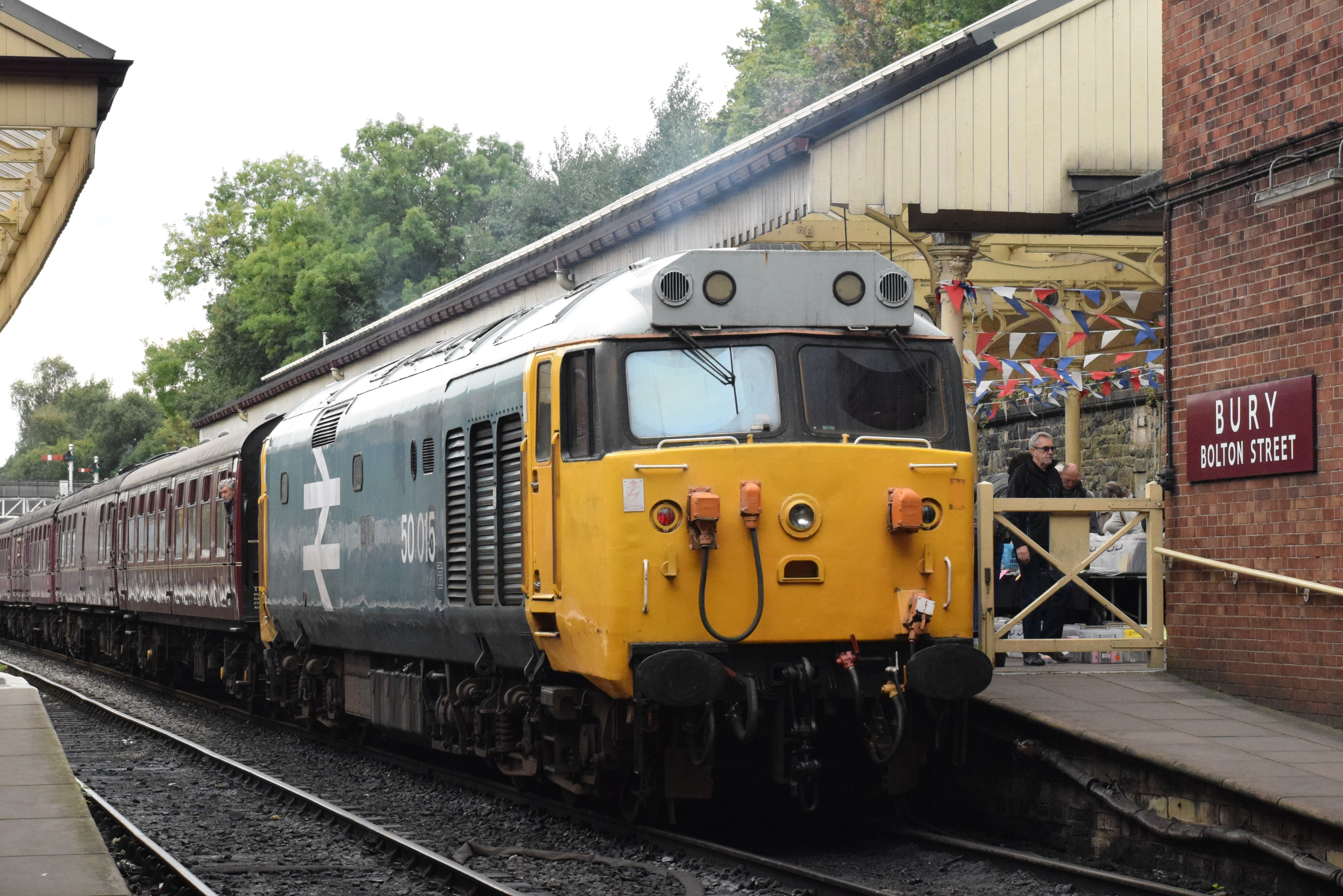
50015 la Bury (Bolton Street), East Lancashire Railway, 24 septembrie 2016
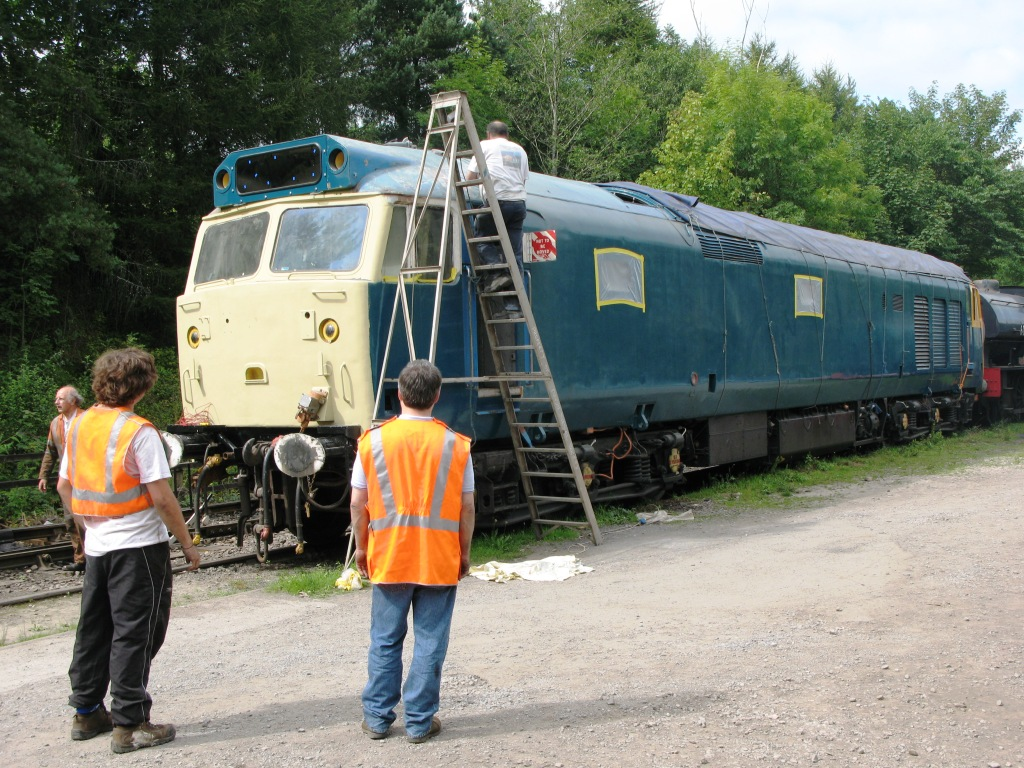
D402 în timpul procesului de restaurare, 16 august 2009
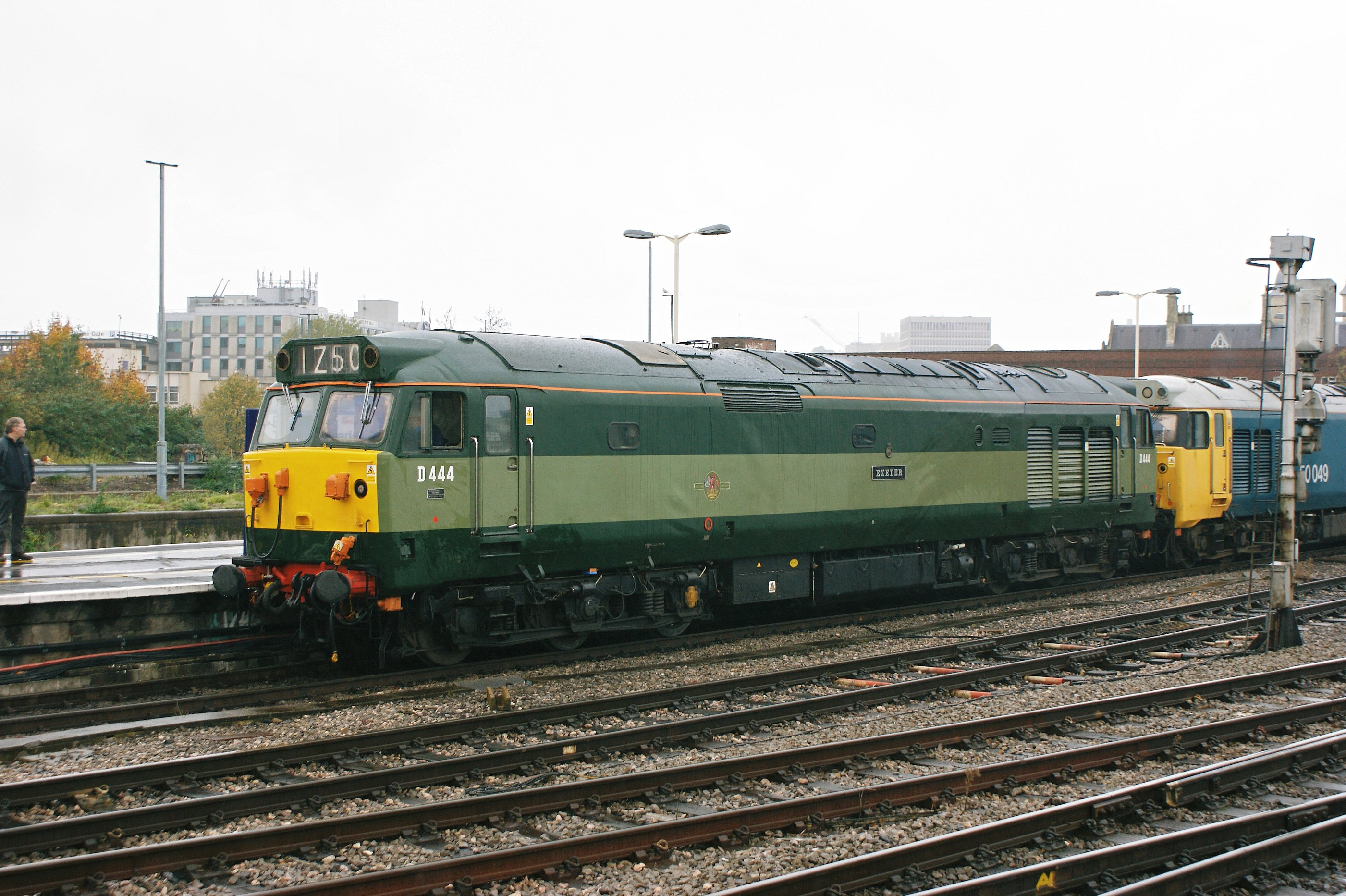
D444 în schema de vopsire prototipică verde a BR-ului, 18 octombrie 2008
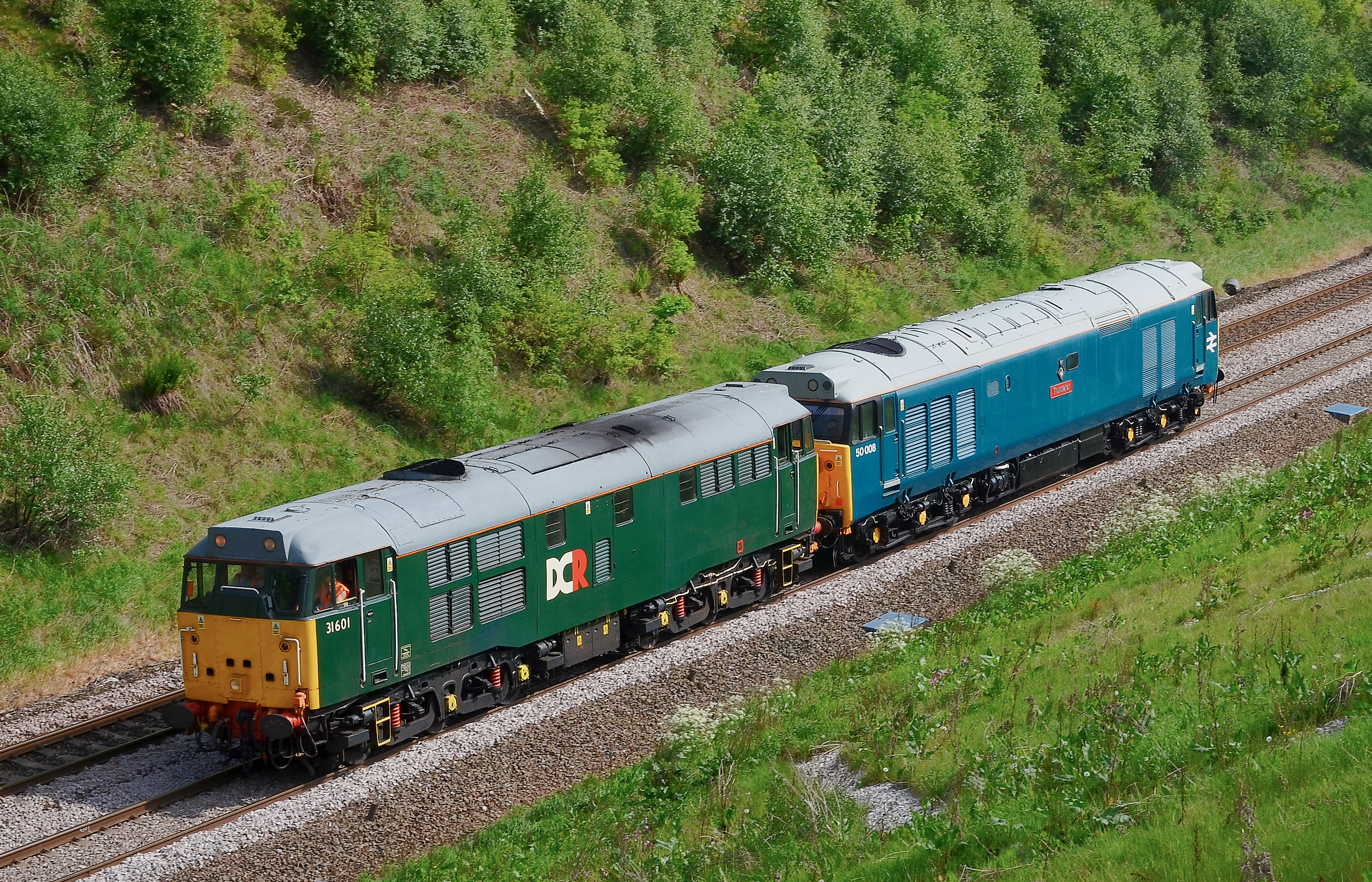
50008 în schema de vopsire unicat (Laira), tractată de 31601 la Stretton, 29 mai 2012

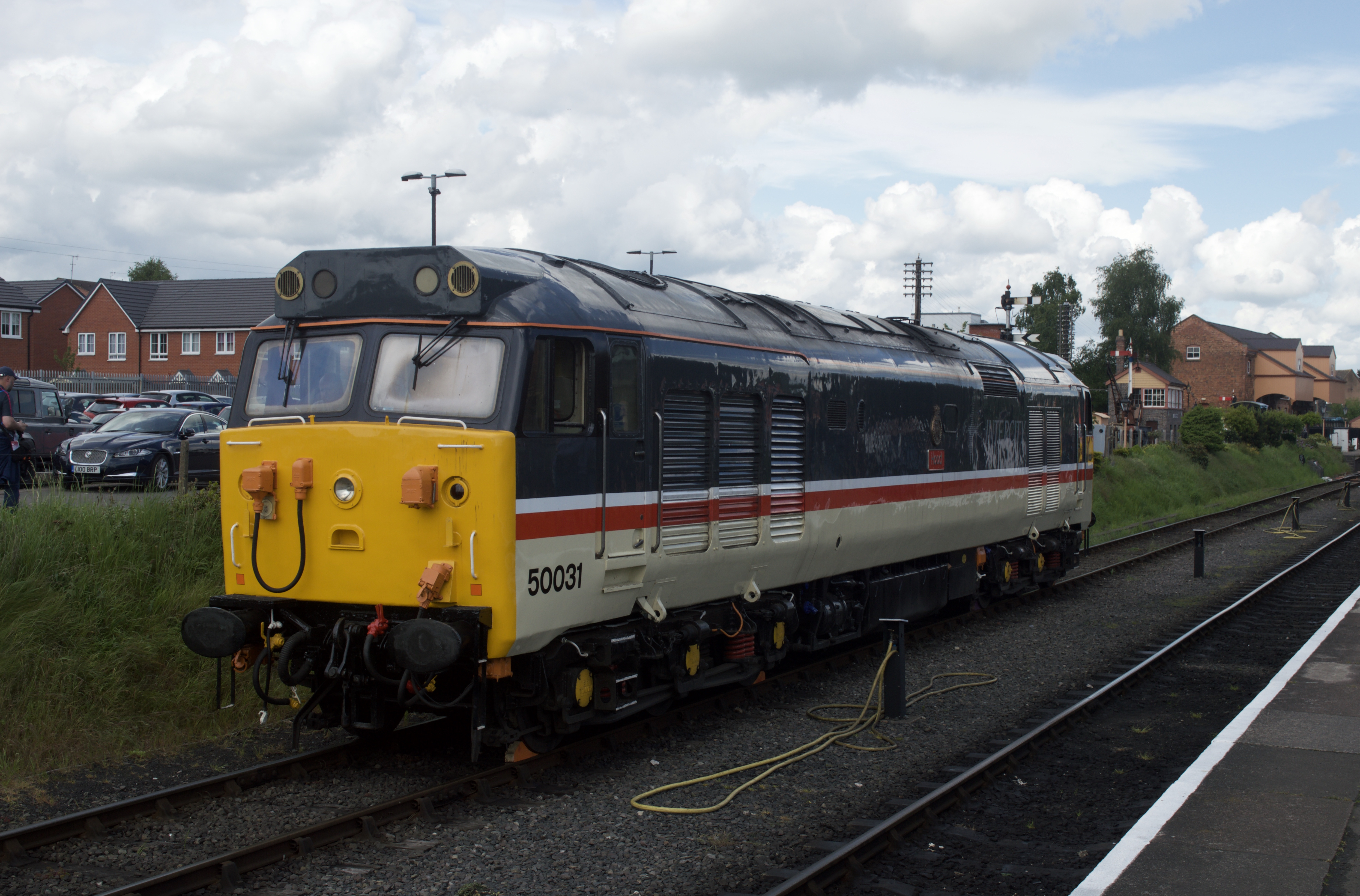
50031 în schema de vopsire prototipcă InterCity, 18 mai 2017
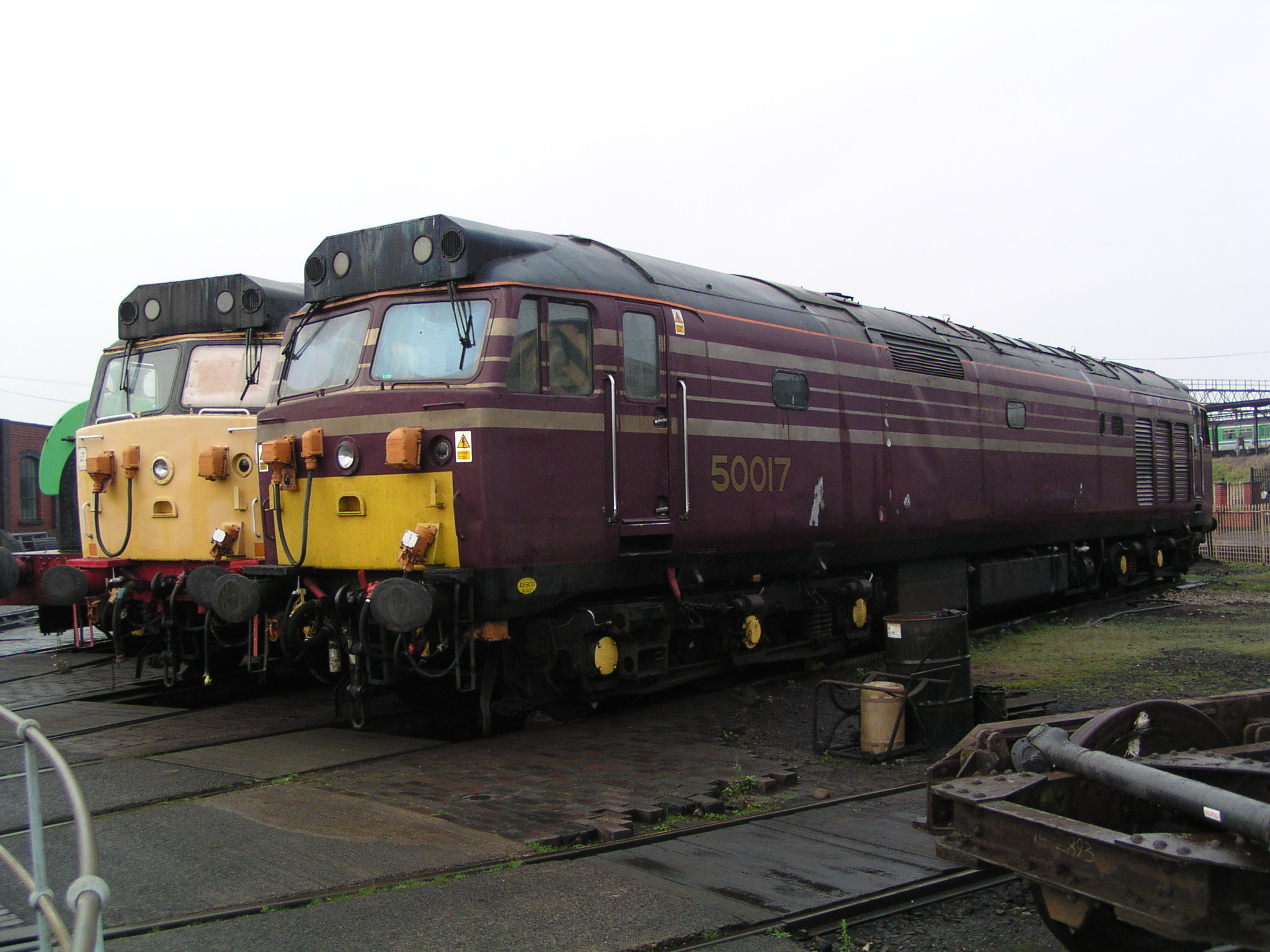
50017 (în schema de vopsire LMS) și 50021 la Uzina Tyseley, 21 noiembrie 2004
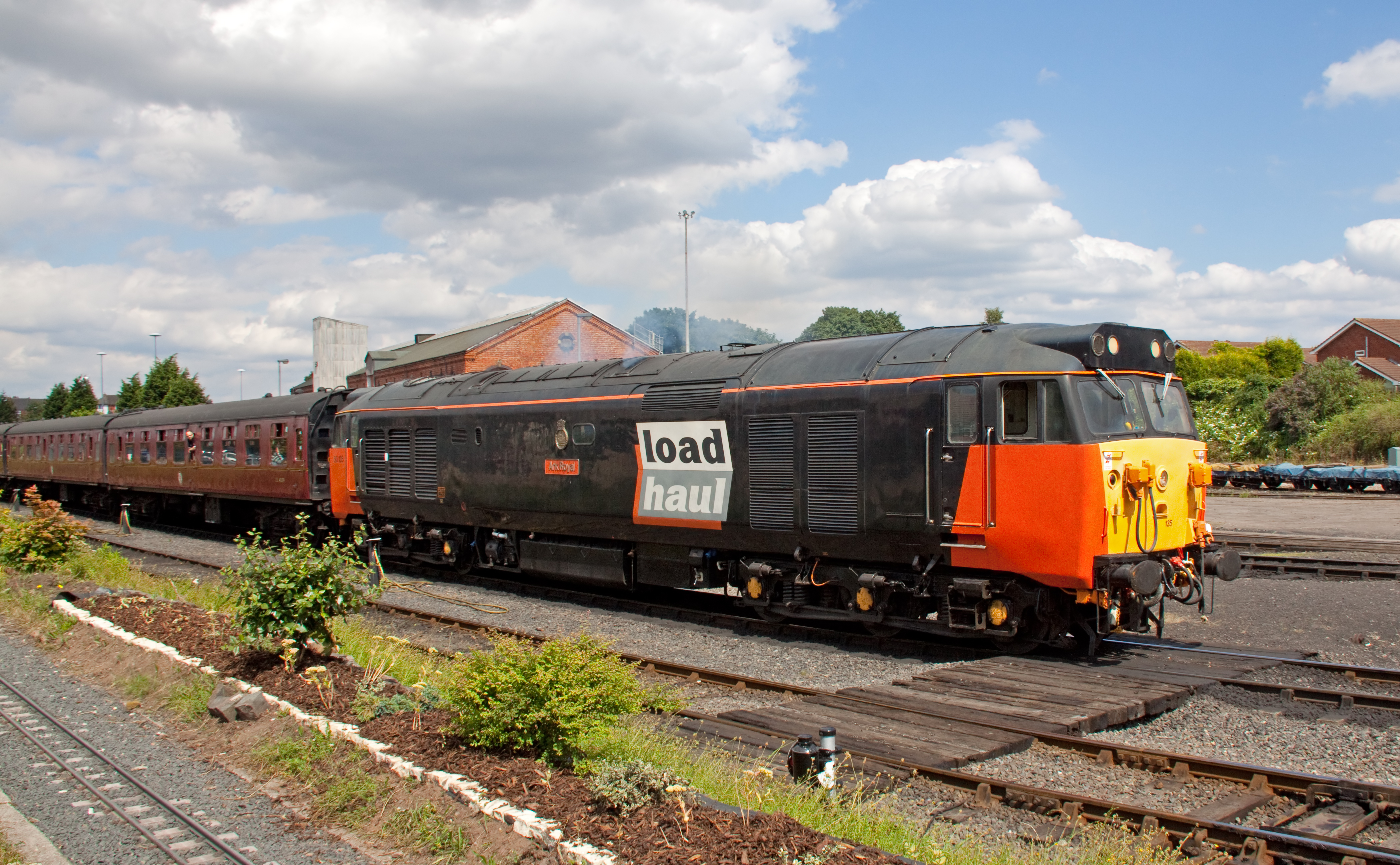
50135 în schema de vopsire prototipică LoadHaul, 27 iulie 2012
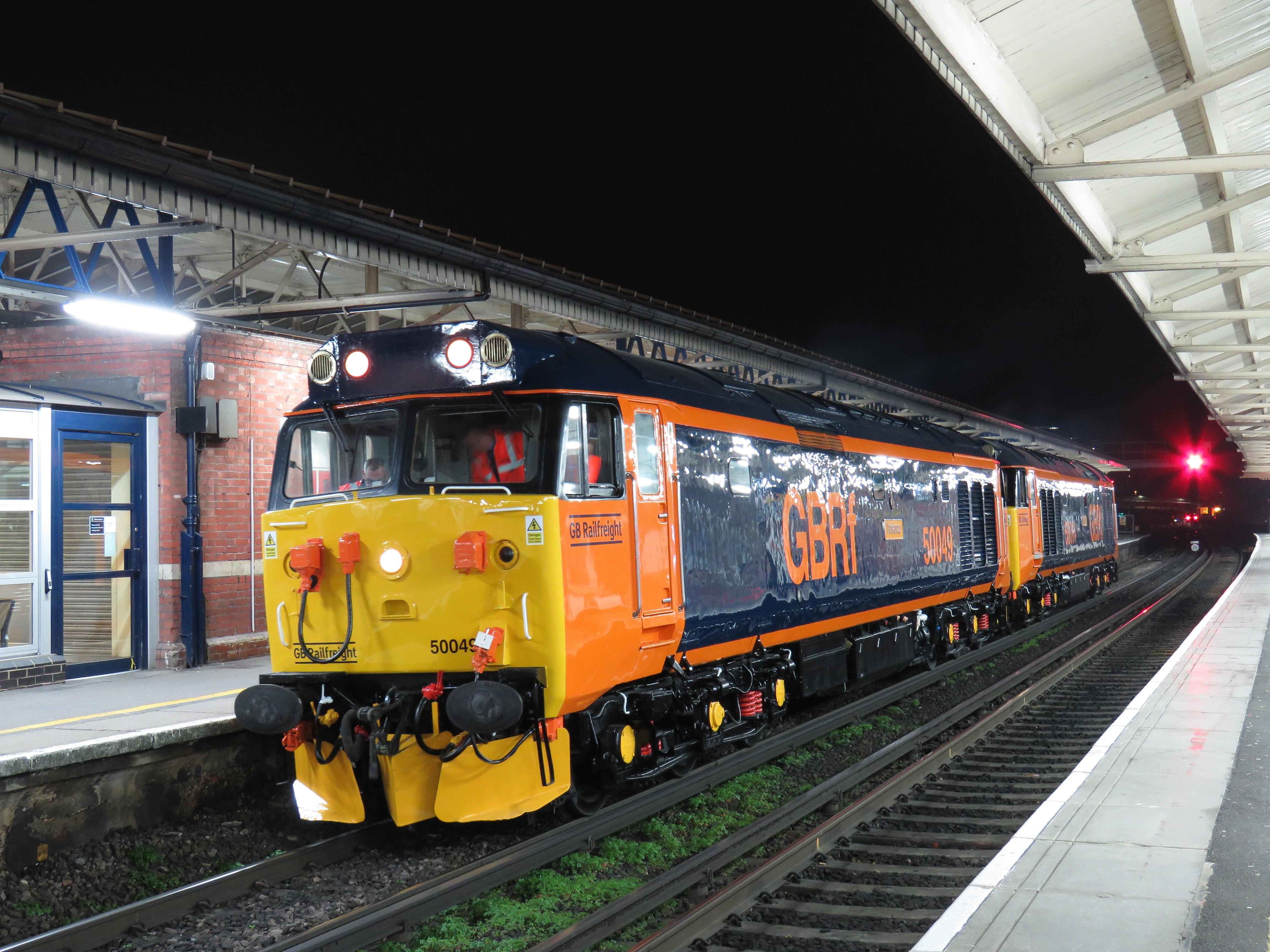
50049 și 50007 în timpul probelor de circulație după revopsire la Basingstoke, 21 martie 2019

## Flota locomotivelor
| Legendă: | Casată | Conservată |

| Număr    | Număr       | Nume        | Data livrării | Data denumirii | Data retragerii     | Statut     | Observații |
| Original | TOPS        | Nume        | Data livrării | Data denumirii | Data retragerii     | Statut     | Observații |
| -------- | ----------- | ----------- | ------------- | -------------- | ------------------- | ---------- | --- |
| D400     | 50050       | Fearless    | 17.10.67      | 23.08.78       | 26.03.94            | Conservată | Primul membru al clasei. A cărat numele inițial între 04.08.78 și 07.08.78. Deținută de Boden Rail Engineering Ltd. |
| D401     | 50001       | Dreadnought | 09.12.67      | 10.04.78       | 19.04.91            | Casată     | Casată la C F Booth, Rotherham în decembrie 2002. |
| D402     | 50002       | Superb      | 12.67         | 21.03.78       | 09.09.91            | Conservată | Conservată de Devon Diesel Society. Momentan este restaurată de către voluntari la South Devon Railway în Buckfastleigh. |
| D403     | 50003       | Temeraire   | 01.68         | 09.05.78       | 15.07.91            | Casată     | Casată la MC Metals, Glasgow în aprilie 1992. |
| D404     | 50004       | St Vincent  | 12.67         | 09.05.78       | 22.06.90            | Casată     | Casată la C F Booth, Rotherham în mai 1992. |
| D405     | 50005       | Collingwood | 01.68         | 05.04.78       | 11.12.90            | Casată     | Casată la depoul Old Oak în februarie 1991. |
| D406     | 50006       | Neptune     | 04.68         | 25.09.79       | 20.07.87            | Casată     | Primul membru al clasei care a intrat în programul de renovare. Casată la Vic Berry, Leicester în februarie-martie 1988. |
| D407     | 50007       | Hercules    | 03.68         | 06.04.78       | 16.07.91 / 26.03.94 | Conservată | Redenumită Sir Edward Elgar pe 25.02.84. Inițial retrasă în 1991. Repusă în circulație pentru excursii feroviare în 1992 și retrasă din nou în 1994, intrând în conservare. Numele original (Hercules) primit la începutul anului 2014. Deținută de Class 50 Alliance. |
| D408     | 50008       | Thunderer   | 03.68         | 01.09.78       | 05.06.92            | Conservată | Deținută de Garcia Hanson și închirată de DCR la triajul din Washwood Heath, Birmingham. |
| D409     | 50009       | Conqueror   | 03.68         | 08.05.78       | 11.01.91            | Casată     | Casată la depoul Old Oak în februarie 1991. |
| D410     | 50010       | Monarch     | 03.68         | 16.03.78       | 27.09.88            | Casată     | Casată la depoul Laira de către Coopers în mai 1992. |
| D411     | 50011       | Centurion   | 04.68         | 17.09.79       | 24.02.87            | Casată     | Primul membru al clasei care a fost retras. Casată la atelierele Crewe de Texas Metals în septembrie 1992. |
| D412     | 50012       | Benbow      | 04.68         | 03.04.78       | 16.01.89            | Casată     | Casată la Vic Berry, Leicester în iulie 1989. |
| D413     | 50013       | Agincourt   | 04.68         | 19.04.78       | 06.04.88            | Casată     | Casată la depoul Old Oak în iulie 1989. |
| D414     | 50014       | Warspite    | 05.68         | 30.05.78       | 14.12.87            | Casată     | Casată la Vic Berry, Leicester în mai-iulie 1989. |
| D415     | 50015       | Valiant     | 04.68         | 21.04.78       | 05.06.92            | Conservată | Deținută de Bury Valiant Group. A apărut în jocul Microsoft Train Simulator începând cu 2002. |
| D416     | 50016       | Barham      | 05.68         | 03.04.78       | 03.08.90            | Casată     | Casată la C F Booth, Rotherham în iunie 1992. |
| D417     | 50017       | Royal Oak   | 04.68         | 24.04.78       | 09.09.91            | Conservată | Deținută de Michael Gregory și bazată la Great Central Railway. |
| D418     | 50018       | Resolution  | 04.68         | 06.04.78       | 22.07.91            | Casată     | Casată la MC Metals, Glasgow în ianuarie 1993. |
| D419     | 50019       | Ramillies   | 05.68         | 18.04.78       | 19.09.90            | Conservată | Bazată la Mid Norfolk Railway. |
| D420     | 50020       | Revenge     | 05.68         | 07.07.78       | 27.07.90            | Casată     | Casată la C F Booth, Rotherham în iunie 1992. |
| D421     | 50021       | Rodney      | 05.68         | 31.07.78       | 17.04.90            | Conservată | Deținută de Paul Spracklen. |
| D422     | 50022       | Anson       | 05.68         | 20.04.78       | 20.09.88            | Casată     | Casată la Vic Berry, Leicester în mai-iunie 1989. |
| D423     | 50023       | Howe        | 06.68         | 17.05.78       | 15.10.90            | Casată     | Casată la depoul Barrow Hill, Chesterfield în martie 2004. |
| D424     | 50024       | Vanguard    | 06.68         | 15.05.78       | 01.02.91            | Casată     | Casată la depoul Old Oak în iulie 1991. |
| D425     | 50025       | Invincible  | 07.68         | 06.06.78       | 14.08.89            | Casată     | Casată la depoul Old Oak în octombrie 1989, ca urmare a accidentului de la West Ealing. |
| D426     | 50026       | Indomitable | 07.68         | 29.03.78       | 11.12.90            | Conservată | Dețunută de Paul Spracklen. |
| D427     | 50027       | Lion        | 06.68         | 17.04.78       | 23.07.91            | Conservată | Proprietar privat. Bazată la Mid-Hants Railway, anterior bazată la North Yorkshire Moors Railway între 1992 și 13 iunie 2012. |
| D428     | 50028       | Tiger       | 07.68         | 10.05.78       | 01.02.91            | Casată     | Casată la depoul Old Oak în iulie 1991. |
| D429     | 50029       | Renown      | 07.68         | 26.10.78       | 25.03.92            | Conservată | Deținută de Renown Repulse Restoration Group. |
| D430     | 50030       | Repulse     | 07.68         | 10.04.78       | 08.04.92            | Conservată | Dețiuntă de Renown Repulse Restoration Group. |
| D431     | 50031       | Hood        | 07.68         | 28.06.78       | 05.08.91            | Conservată | Deținută de Class 50 Alliance. |
| D432     | 50032       | Courageous  | 07.68         | 07.07.78       | 15.10.90            | Casată     | Casată la depoul Old Oak în februarie 1991. |
| D433     | 50033       | Glorious    | 08.68         | 26.06.78       | 25.03.94            | Conservată | Bazată la Severn Valley Railway. |
| D434     | 50034       | Furious     | 08.68         | 06.04.78       | 29.06.90            | Casată     | Casată la depoul Old Oak în februarie 1991. |
| D435     | 50035       | Ark Royal   | 08.68         | 17.01.78       | 03.08.90            | Conservată | Primul membru care a primit nume și a intrat în conservare. Deținută de Class 50 Alliance. |
| D436     | 50036       | Victorious  | 09.68         | 16.05.78       | 12.04.91            | Casată     | Casată la C F Booth, Rotherham în iulie 1992. |
| D437     | 50037       | Illustrious | 09.68         | 08.06.78       | 09.09.91            | Casată     | Casată la MC Metals, Glasgow în decembrie 1992. |
| D438     | 50038       | Formidable  | 10.68         | 05.05.78       | 27.09.88            | Casată     | Casată la depoul Old Oak în iulie 1989. |
| D439     | 50039       | Implacable  | 10.68         | 20.06.78       | 04.06.89            | Casată     | Casată la depoul Old Oak în iulie 1991. |
| D440     | 50040       | Leviathan   | 10.68         | 15.09.78       | 03.08.90            | Casată     | Casată la Sims Metal Management, Halesowen în iunie-iulie 2008. |
| D441     | 50041       | Bulwark     | 10.68         | 08.05.78       | 17.04.90            | Casată     | Casată la depoul Old Oak în iulie 1991. |
| D442     | 50042       | Triumph     | 10.68         | 04.10.78       | 15.10.90            | Conservată | Conservată la Bodmin and Wenford Railway. |
| D443     | 50043       | Eagle       | 10.68         | 28.06.78       | 01.02.91            | Casată     | Demontată pentru piese de schimb și casată la Blaenavon de Rexstar în ianuarie 2002. |
| D444     | 50044       | Exeter      | 11.68         | 26.04.78       | 11.01.91            | Conservată | Deținută de Class 50 Alliance. |
| D445     | 50045       | Achilles    | 11.68         | 12.04.78       | 11.12.90            | Casată     | Casată la C F Booth, Rotherham în aprilie 2000. |
| D446     | 50046       | Ajax        | 12.68         | 11.10.78       | 25.03.92            | Casată     | Casată la MC Metals, Glasgow în iunie 1992. |
| D447     | 50047       | Swiftsure   | 12.68         | 26.05.78       | 13.04.88            | Casată     | Casată la Vic Berry, Leicester în aprilie-iunie 1989. |
| D448     | 50048       | Dauntless   | 12.68         | 16.03.78       | 15.07.91            | Casată     | Casată la MC Metals, Glasgow în aprilie 1992. |
| D449     | 50049 50149 | Defiance    | 12.68         | 02.05.78       | 16.08.91            | Conservată | Ultimul membru al clasei. Deținută de Class 50 Alliance. Numerotată ca 50149 în timpul probelor pentru utilizarea asupra trenurilor de marfă. |